# عصبة

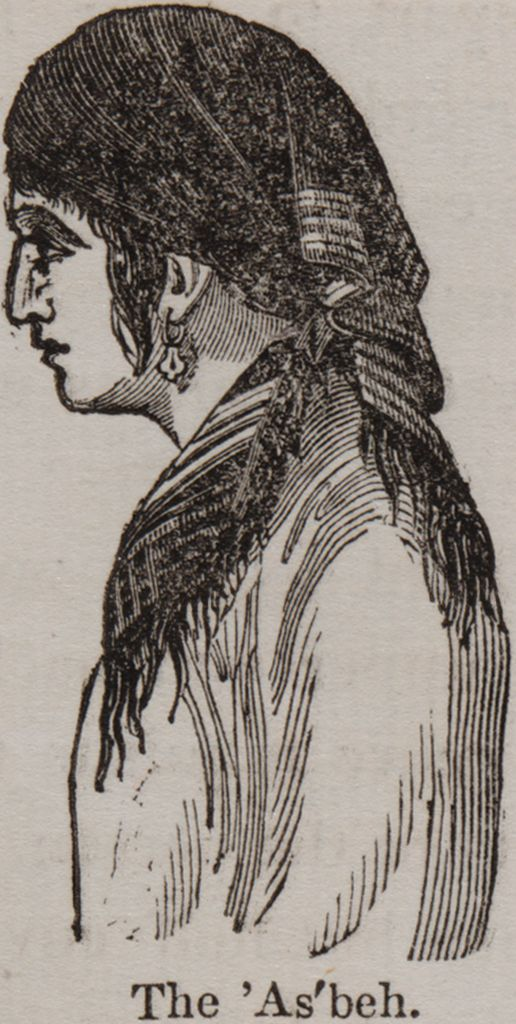
امرأة معصبة رأسها

العصبة من أنواع ملابس الرأس.

## طالع المزيد
- طرحة
- خمار
- طنطور